# Canazei
Canazei est une commune italienne d'environ 1 900 habitants située dans la province autonome de Trente dans la région du Trentin-Haut-Adige dans le nord-est de l'Italie.

## Géographie
Canazei se trouve au cœur des Dolomites, dans le Val di Fassa.

## Économie
Station de sports d'hiver et lieu de villégiature l'été.  

## Sports
Le Tour d'Italie est arrivé trois fois dans la station du Trentin. En 1978, pour la 15e étape, c'est l'italien Giambattista Baronchelli qui l'avait remporté devant Alfio Vandi et Johan De Muynck.  La deuxième arrivée se déroula en 1987 avec le succès en solitaire de Johan Van der Velde. Pierre Rolland remporte la 17e étape du Tour d'Italie 2017.
Le village accueille la DoloMyths Run, épreuve internationale de skyrunning, depuis 1998.

## Administration
| Période                                  | Période | Identité         | Étiquette | Qualité |
| ---------------------------------------- | ------- | ---------------- | --------- | ------- |
| inconnu                                  | inconnu | Giovanni Bernard |           | Maire   |
| Les données manquantes sont à compléter. |         |                  |           |         |

### Hameaux
Alba, Passo Pordoi, Penia, Pian Schiavaneis, Rifugio Dolomia al Passo Fedaia, Rifugio Maria al Sass Pordoi, Rifugio Marmolada - Castiglioni, Rifugio Monti Pallidi, Rifugio Pian dei Fiacconi, Rifugio Piz Fassa, Rifugio Punta Penia, Rifugio Seggiovia Marmolada, Rifugio Tobià del Giagher, Rifugio Viel dal Pan, Sass Pordoi

### Communes limitrophes
Les communes limitrophes sont  Campitello di Fassa, Corvara in Badia, Livinallongo del Col di Lana, Mazzin, Rocca Pietore, Sèn Jan di Fassa et Selva di Val Gardena.